# Clearlake Capital
A Clearlake Capital Group, L.P. é uma empresa de private equity fundada em 2006 que se concentra nos setores de tecnologia, industrial e de consumo. A empresa tem sede em Santa Monica, com afiliadas em Dallas, Londres e Dublin. Em 2022, a empresa fazia parte de um consórcio de investidores chamado BlueCo que comprou o Chelsea.
Em junho de 2023, a Clearlake Capital ficou em 14º lugar na classificação PEI 300 da Private Equity International das maiores empresas de private equity do mundo.

## Histórico
A Clearlake Capital foi fundada em 2006 por Steven Chang, Behdad Eghbali e José Feliciano. A estratégia era alternar entre aquisições e títulos em dificuldades, dependendo das condições econômicas. Isso permitiu que a empresa aproveitasse a crise financeira de 2007–2008 para adquirir títulos em dificuldades e depois vendê-los com lucro após a recuperação.
Em 2015, Chang deixou a empresa, deixando Eghbali e Feliciano como os sócios-gerentes remanescentes.
Em maio de 2018, a Clearlake vendeu uma participação minoritária de até 20% de suas ações para a Dyal Capital, a Petershill Partners e a Landmark Partners. O objetivo da venda era financiar a criação de uma unidade de crédito.
Em junho de 2020, a Clearlake adquiriu uma participação majoritária na WhiteStar Asset Management da Pine Brook Road Partners. A WhiteStar Asset Management atua como a plataforma de crédito da Clearlake.
Nos últimos anos, a Clearlake se tornou a maior usuária de "GP-led secondaries", uma técnica em que a Clearlake encontra outra empresa de private equity para comprar uma grande parte de um de seus investimentos existentes e, em seguida, oferece aos investidores a chance de vender a uma nova avaliação ou transferir sua participação para um novo fundo que manterá o investimento por mais alguns anos. Essa técnica foi descoberta durante a pandemia de COVID-19, quando a empresa vendeu ações da empresa de software Ivanti para a TA Associates em agosto de 2020, com uma avaliação de US$ 2 bilhões, o que gerou um grande ganho inesperado. Muitos investidores optaram por transferir suas participações. Em 2021, a Charlesbank Capital Partners investiu na Ivanti com uma avaliação de US$ 4 bilhões.

## Fundos
| Fundo                                | Receita anual | Capital comprometido (US$ milhões) |
| ------------------------------------ | ------------- | ---------------------------------- |
| Clearlake Capital Partners I         | N/A           | N/A                                |
| Clearlake Capital Partners II        | 2010          | 410                                |
| Clearlake Capital Partners III       | 2013          | 785                                |
| Clearlake Capital Partners IV        | 2015          | 1.380                              |
| Clearlake Opportunities Partners     | 2016          | 600                                |
| Clearlake Capital Partners V         | 2018          | 3.600                              |
| Clearlake Opportunities Partners II  | 2019          | 1.400                              |
| Clearlake Capital Partners VI        | 2020          | 7.000                              |
| Clearlake Opportunities Partners III | 2022          | 2.500                              |
| Clearlake Capital Partners VII       | 2022          | 14.000                             |

## Negócios notáveis
Em 2014, a Clearlake adquiriu a empresa de roupas femininas Ashley Stewart por US$ 18 milhões, depois que ela havia entrado recentemente com pedido de falência. Depois que a empresa passou por uma reestruturação significativa, incluindo corte de custos, a Clearlake vendeu a empresa para o Invus Group por mais de US$ 140 milhões em 2016.
Em 2015, a Clearlake assumiu o controle acionário da Syncsort. Em 2016, a Clearlake assumiu o controle acionário da Vision Solutions. Em 2017, a Clearlake vendeu ambas as empresas para a Centerbridge Partners por US$ 1,26 bilhão e foram fundidas.Em 2020, a empresa resultante da fusão mudou sua marca para Precisely. Em 2021, a Clearlake e a TA Associates readquiriram a Precisely por US$ 3,5 bilhões.
Em outubro de 2021, a empresa adquiriu a Cornerstone OnDemand, uma empresa de software listada na NASDAQ, por US$ 5,2 bilhões e tornou a empresa privada.
Em 30 de maio de 2022, um consórcio de investidores chamado BlueCo, co-liderado pela Clearlake e Todd Boehly, adquiriu o Chelsea Football Club por US$ 3 bilhões. A Clearlake, que possui cerca de 60% do Chelsea, compartilharia o controle conjunto e a governança igualitária do clube com Boehly.